# Левицкий-Леонтьев, Пётр Яковлевич
Пётр Яковлевич Левицкий-Леонтьев (1793—1871) — генерал-лейтенант русской императорской армии; презус военного полевого суда в Варшаве.
В 1804 году был определён из частного военного заведения канцеляристом в Сквирский земский суд. В 1812 году началась его военная служба: 1 ноября он поступил прапорщиком в Новгородское ополчение. С 1831 года — штаб-офицер, адъютант Главного штаба действующей армии. В 1833 году произведён в полковники. Участвовал в русско-турецкой войне 1828—1829 гг.
В 1835 году он был назначен комендантом Люблина. В 1838 году получил орден Св. Георгия 4-го класса за 25 лет выслуги.
В 1840 году стал членом полевого аудиториата действующей армии.
С 4 июня 1846 года — генерал-майор.
В 1855 году был дежурным генералом Западной армии; с 1856 года состоял при Главном штабе 1-й армии, а в следующем году был назначен в ней военным генерал-полицмейстером. Произведён в генерал-лейтенанты 8 сентября 1859 года.
В 1866 году он был назначен презусом (председателем) полевого военного суда Варшавско-Александровской цитадели. В 1869 году получил майорат в Царстве Польском.
Умер 27 мая (8 июня) 1871 года.